# Paróquia Sagrada Família de Uberlândia
A Paróquia Sagrada Família é uma circunscrição eclesiástica católica, pertencente à Diocese de Uberlândia. Foi fundada como quase-paróquia em 7 de março de 2004 por Dom José Alberto Moura, CSS e como paróquia em 7 de julho de 2011 por Dom Paulo Francisco Machado. Está localizada no Bairro Cruzeiro do Sul, região Norte de Uberlândia.
- Pároco: Padre Marco Aurélio E. da Silva
- Diácono Permanente: Newton Mendes de Souza.